# Дипломатско-конзуларна представништва, мисије и културни центри у Србији
Дипломатско-конзуларна представништва, мисије и културни центри у Србији јесу сталне дипломатске мисије — амбасаде и конзуларна представништва (које и Република Србија оснива у тим државама), сталне дипломатске мисије, које се оснивају при међународним организацијама и културно-информативни центри који обавља послове јавне дипломатије.

## Амбасаде
Амбасаде у Србији су за међународне односе Србије са другим земљама у свету важне државне установе чија је оснивање започето у другој половини деветнаестог века, а пуни процват доживљава после Првог светског рата, када су многобројне државе инструментализацијом политике и архитектуре истицале свој међународни положај. Осим као вид показивања политичке и економске моћи, амбасаде су у Србији својим оснивањем понекад слале и недвосмислене политичке порука исказане кроз повећану потребу светског становништва за међусобном комуникацијом.

### Списак амбасада у Србији
| А | Азербејџан, Албанија, Алжир, Ангола, Аргентина, Аустралија, Аустрија       |
| Б | Белгија, Белорусија, Босна и Херцеговина, Бразил, Бугарска                 |
| В | Ватикан, Велика Британија, Венецуела                                       |
| Г | Гвинеја, Грчка                                                             |
| Д | Данска                                                                     |
| Е | Египат                                                                     |
| И | Израел, Индија, Индонезија, Ирак, Иран, Италија,                           |
| Ј | Јапан, Јужна Кореја                                                        |
| К | Казахстан, Камбоџа, Канада, Катар, Кина, Кипар, ДР Конго, Куба, Кувајт     |
| Л | Либан, Либија                                                              |
| М | Мађарска, Малезија, Малтешки витешки ред, Мароко, Мексико, Мјанмар         |
| Н | Немачка, Норвешка                                                          |
| П | Пакистан, Палестина, Пољска, Португал                                      |
| Р | Румунија, Русија                                                           |
| С | Северна Македонија, Сирија, Сједињене Америчке Државе, Словачка, Словенија |
| Т | Тунис, Турска                                                              |
| У | Уједињени Арапски Емирати, Украјина                                        |
| Ф | Финска, Француска                                                          |
| Х | Холандија, Хрватска                                                        |
| Ц | Црна Гора                                                                  |
| Ч | Чешка                                                                      |
| Ш | Швајцарска, Шведска, Шпанија                                               |

## Конзуларна представништва
Конзуларна представништва чију функцију могу да обављају и амбасаде, у Србији су основана у рангу: генералних конзулата, конзулата, вицеконзулата и конзуларних агенција.
На избор врсте конзуларног представништва у Србији одлучила се свака држва оснивач посебно у зависности од обима билатералних односа са Србијом, обима економске сарадње и бројности њене дијаспоре у Србији.
Конзуларна представништва у Србији обављају послове из делокруга рада њихових оснивача у које спадају у конзуларне функције предвиђене међународним уговорима и дипломатско-конзуларном праксом.
У обављању послова из свог делокруга, конзуларна представништво у Србији дужна су да поштују Устав и законе Србије, и општеприхваћена правила међународног права и потврђених међународних уговорима и подзаконским општим актима, као и по директивама оснивача и амбасадора акредитованог у Србији.
Уколико а страна држава нема амбасаду у Србији, или она није у могућности да обавља своје дужности, конзуларно представништво, по овлашћењу министра спољних послова те државе, а на основу споразума са Републиком Србијом, може да преузме одређене дипломатске функције.

## Списак конзулата са почасним конзуларним службеницима
| Р.б. | Пун назив                                                         | Седиште                                       | Застава и држава |
| ---- | ----------------------------------------------------------------- | --------------------------------------------- | ---------------- |
| 1.   | Конзулат Аустрије                                                 | Нишу, Булевар Светог цара Константина 80-86   | Аустрија         |
| 2.   | Конзулат Аустрије                                                 | Нови Сад, Партизанска 27б                     | Аустрија         |
| 3.   | Конзулат Републике Белорусије                                     | Београд, Теразије 28/II                       | Белорусија       |
| 4.   | Конзулат Републике Белорусије                                     | Крагујевац, Драгослава Срејовића 55           | Белорусија       |
| 5.   | Конзулат Републике Белорусије                                     | Нови Сад, Индустријска 3                      | Белорусија       |
| 6.   | Конзулат Републике Габон                                          | Београд, Ломина 44/6                          | Габон            |
| 7.   | Конзулат Грузије                                                  | Београд, Краља Милана 31                      | Грузија          |
| 8.   | Конзулат Грчке                                                    | Јагодина, Кнеза Лазара 189                    | Грчка            |
| 9.   | Конзулат Републике Еквадор                                        | Београд, Граничарска 8/III                    | Еквадор          |
| 10.  | Конзулат Републике Естоније                                       | Београд, Партизанске авијације 16             | Естонија         |
| 11.  | Конзулат Републике Замбије                                        | Београд, Чубрина 3                            | Замбија          |
| 12.  | Конзулат Ирске                                                    | Београд, Косанчићев венац 2/4                 | Ирска            |
| 13.  | Конзулат Републике Исланд                                         | Београд, Коларчева 3                          | Исланд           |
| 14.  | Вице-конзулат Републике Италије                                   | Суботица, Ђуре Ђаковића 2                     | Италија          |
| 15.  | Конзулат Јамајке                                                  | Београд, Добрачина 60                         | Јамајка          |
| 16.  | Конзулат Република Јерменија                                      | Београд, Хиландарска 16                       | Јерменија        |
| 17.  | Конзулат Републике Казахстан                                      | Београд, Теразије 28/II                       | Казахстан        |
| 18.  | Конзулат Републике Кеније                                         | Београд, Господар Јованова 35а                | Кенија           |
| 19.  | Конзулат Мађарске                                                 | Београд, Јурија Гагарина 36б                  | Мађарска         |
| 20.  | Конзулат Мађарске                                                 | Крагујевац, Саве Ковачевића 3/III             | Мађарска         |
| 21.  | Конзулат Мађарске                                                 | Ниш, Страхињића Бана 3                        | Мађарска         |
| 22.  | Конзулат Републике Монголије                                      | Београд, Стојана Новаковића 25                | Монголија        |
| 23.  | Конзулат Републике Намибије                                       | Београд, Коче Капетана 1                      | Намибија         |
| 24.  | Конзулат Републике Перу                                           | Београд, Кнеза Милоша 19                      | Перу             |
| 25.  | Конзулат Републике Сејшели                                        | Београд, Београдског батаљона 42              | Сејшели          |
| 26.  | Конзулат Републике Словачке                                       | Ниш, Орловића Павла 28а                       | Словачка         |
| 27.  | Конзулат Републике Словеније                                      | Нови Сад, Булевар ослобођења 78               | Словенија        |
| 28.  | Почасни конзулат Краљевине Тајланд                                | Београд, Гундулићев венац 6/II                | Тајланд          |
| 29.  | Конзулат Републике Тунис                                          | Нови Сад, Николе Тесле 26                     | Тунис            |
| 30.  | Конзулат Републике Филипини                                       | Београд, Булевар Михајла Пупина 10з, лок. 116 | Филипини         |
| 31.  | Конзуларна агенција Француске Републике                           | Ниш, Страхињића Бана бб                       | Француска        |
| 32.  | Конзулат Републике Чиле                                           | Београд, Батутова 6/40                        | Чиле             |
| 33.  | Генерални конзулат Демократске Социјалистичке Републике Шри Ланке | Београд, Жанке Стокић 21                      | Шри Ланка        |

## Списак генералник конзулата у Србији
| Р.б. | Пун назив                              | Застава и држава оснивач | Град и адреса                             | Надлежност |
| ---- | -------------------------------------- | ------------------------ | ----------------------------------------- | --- |
| 1.   | Гернерални конзулат Републике Бугарске | Бугарска                 | Ниш, Иве Лоле Рибара 19                   | Управни окрузи — Борски, Зајечарски, Јабланички, Нишки, Пиротски, Пчињски и Топлички |
| 2.   | Гернерални конзулат Републике Хрватске | Хрватска                 | Суботица, Максима Горког 6                | Управни окрузи — Севернобачки, Западнобачки, Јужнобачки, Севернобанатски и Средњобанатски |
| 3.   | Гернерални конзулат Мађарске           | Мађарска                 | Суботица, Ђуре Ђаковића 1-3               | АП Војводина |
| 4.   | Гернерални конзулат Црне Горе          | Црна Гора                | Сремски Карловци, Трг Бранка Радичевића 1 | Општине — Ада, Алибунар, Апатин, Бач, Бачка Паланка, Бачка Топола, Бачки Петровац, Бела Црква, Беочин, Бечеј, Врбас, Вршац, Инђија, Ириг, Кањижа, Кикинда, Ковачица, Ковин, Мали Иђош, Нови Бечеј, Нови Сад, Нова Црња, Оџаци, Панчево, Пећинци, Рума, Србобран, Сремски Карловци, Стара Пазова, Сомбор, Суботица, Темерин, Тител, Чока и Шид |
| 5.   | Гернерални конзулат Румуније           | Румунија                 | Вршац, Трг зелене пијаце 3 / А            | Управни окрузи — Јужнобанатски и Средњобанатски |
| 6.   | Гернерални конзулат Румуније           | Румунија                 | Зајечар, Кумановска 45                    | Управни окрузи — Зајечарски, Борски, Пиротски, Нишки, Јабланички и Пчињски |

## Сталне дипломатске мисије
Сталне дипломатске мисија у Србији основане су са задатком да обављају послове из делокруга рада њихових оснивача, пре свега оне које спадају у репрезентативне и спољнополитичке функције предвиђене међународним уговорима и дипломатском праксом.
При оснивању мисије сваки од њених оснивача водио је рачуна да мисија коју је основао поступа у складу са:
- Уставом и законима Србије,
- општеприхваћеним правилима међународног права
- потврђеним међународним уговорима и подзаконским општим актима,
- директивама и инструкцијама оснивача
- упутствима руководилаца надлежних унутрашњих јединица Министарства спољних послова државе оснивача и домаћина.

### Списак сталних дипломатских мисија у Србији
| Р. б. | Назив                                                                    | Седиште                        |
| ----- | ------------------------------------------------------------------------ | ------------------------------ |
| 1.    | Европска унија                                                           | Владимира Поповића 40          |
| 2.    | Организација за европску безбедност и сарадњу                            | Шпанских бораца                |
| 3.    | Координатор за опоравак Уједињених нација (УНОРЦ)                        | Интернационалних бригада       |
| 4.    | Канцеларија Уједињених нација у Београду (УНОБ)                          | Толстојева 47-49               |
| 5.    | Програм Уједињених нација за развој (УНДП)                               | Интернационалних бригада 69    |
| 6.    | Високи комесар Уједињених нација за избеглице (УНХЦР)                    | Крунска 58                     |
| 7.    | Дечји фонд Уједињених нација (УНИЦЕФ)                                    | Светозара Марковића 58         |
| 8.    | Међународни кривични суд за бившу Југославију (МКСЈ)                     | Јеврема Грујића 11             |
| 9.    | Светска здравствена организација (СЗО)                                   | Хаџи Мелентијева 30            |
| 10.   | Веће Европе                                                              | Шпанских бораца 3              |
| 11.   | Међународни комитет Црвеног крста (МКЦК)                                 | Владимира Поповића 38-40       |
| 12.   | Светска банка                                                            | Булевар Краља Александра 86    |
| 13.   | Међународни монетарни фонд (ММФ)                                         | Немањина 17                    |
| 14.   | Високи представник ЕУ за спољне послове и безбедносну политику           | Владимира Поповића 40          |
| 15.   | Међународна финансијска корпорација (ИФЦ)                                | Булевар краља Александра 86-90 |
| 16.   | Међународна комисија за нестале особе (ИЦМП)                             | Милутина Миланковића 32/5      |
| 17.   | Међународна организација за миграције (ИОМ)                              | Скендер Бегова 3               |
| 18.   | Организација Северноатлантског уговора (НАТО)                            | Бирчанинова 5                  |
| 19.   | Европска банка за обнову и развој (ЕБРД)                                 | Шпанских бораца 3              |
| 20.   | Међународна менаџерска група (ИМГ)                                       | Владимира Поповића 6           |
| 21.   | Европски центар за мир и развој (ЕЦПД)                                   | Теразије 41                    |
| 22.   | Регионални центар за животну средину за Централну и Источну Европу (РЕЦ) | Косовска 17                    |
| 23.   | Прометна опсерваторија југоисточне Европе (СЕЕТО)                        | Омладинских бригада 1          |
| 24.   | Јапанска агенција за међународну сарадњу (ЈИЦА)                          | Булевар Михајла Пупина 6       |
| 25.   | Европска инвестициона банка (ЕИБ)                                        | Владимира Поповића 38-40       |

## Културно-информативни центри
Културно-информативни центри које су у Србији основале стране државе обављају послове јавне дипломатије из делокруга сопственог Министарства спољних послова и других органа државне управе из области културе, у циљу повећања угледа државе оснивача у Републици Србији.
У обављању послова из свог делокруга, културно-информативни центри у Србији дужни су да поступају у складу са Уставом, законима Републике Србије, општеприхваћеним правилима међународног права и потврђеним међународним уговорима и подзаконским општим актима, а по директивама амбасадора (земље оснивача) акредитованог у Републици Србији.